# Iana Tcherednikova
Iana Aleksandrovna Tcherednikova (en russe : Яна Александровна Чередникова) est une joueuse de volley-ball russe née le 29 avril 1990 à Elista. Elle mesure 1,90 m et joue au poste de réceptionneuse-attaquante. 

## Clubs
| Club                | De        | À         |
| ------------------- | --------- | --------- |
| Impouls-Sport       | 2008-2009 | 2011-2012 |
| VK Severstal        | 2012-2013 | 2013-2014 |
| VK Primorotchka     | 2014-2015 | 2014-2015 |
| VK Oufimotchka Oufa | 2015-2016 | 2016-2017 |
| VK Tioumen          | 2017-2018 | …         |